# 余忠宸
余忠宸（？—？），號未之，江西星子县籍都昌县人，明末官員。崇禎十年進士。

## 生平
天啓元年（1621年）辛酉科江西鄉試第十六名舉人，崇祯十年（1637年）丁丑科會試第二百四十七名，廷試三甲一百五十三名進士。吏部观政，十一年四月授广平府推官，十四年升禮部儀制司主事，十六年升精膳司员外郎。

## 家族
曾祖余玘，祖余天伦，父余经元，字冠卿，贡士。